# Suolijoki (vattendrag i Kajanaland, lat 65,07, long 28,12)
Suolijoki är ett vattendrag i Finland.   Det ligger i landskapet Kajanaland, i den centrala delen av landet, 600 km norr om huvudstaden Helsingfors.